# Yass
Yass is een plaats in de Australische deelstaat New South Wales en telt 5333 inwoners (2006).